# 黑石：黄金外星人
《黑石：黄金外星人》是一款由JAM Productions制作、Apogee Software发行的第一人称射击游戏。本游戏于1993年12月3日在发行。本游戏使用了《德軍總部3D》的游戏引擎。
游戏的时间设定在2140年。游戏的剧情与德军总部3D类似。
本游戏发行之后一周后，ID Software发行了《毀滅戰士》。在最初的发行成功之后，本游戏之后销售惨淡。